# Съюз за Отечеството – Литовски християнски демократи
Съюз за Отечеството — Литовски християнски демократи (на литовски: Tėvynės sąjunga — Lietuvos krikščionys demokratai) е дясноцентристка либералноконсервативна политическа партия в Литва.
Партията е основана през 1993 година на основата на воденото от Витаутас Ландсбергис дясно крило на организацията Саюдис, поставила основите на литовската независимост. През 1996 – 2000 и след 2008 година нейни представители оглавяват правителството.
На парламентарните избори през 2012 година Съюзът за Отечеството получава 15% от гласовете и остава втори като брой места в Сейма – 33 от 140. През 2024 година получава 18% от гласовете и 28 места в парламента, където е втора по големина партия.